# Colonia Agrícola Analco
Colonia Agrícola Analco är ett samhälle i kommunen Lerma i delstaten Mexiko i Mexiko. Samhället hade 2 478 invånare vid folkräkningen år 2020.